# Hermann Engelken
Johann Ludwig Hermann Engelken (auch: Engelken III) (* 20. Februar 1844 in Oberneuland bei Bremen; † 2. Mai 1919 in Bremen) war ein deutscher Neurologe und Psychiater.

## Biografie
Engelken (oft auch Hermann Engelken III bezeichnet) war der Sohn des Psychiaters Johann Ludwig Hermann Engelken II (1807–1881) und der Enkel des Psychiaters Hermann Engelken I (1771–1841). Nach dem Abitur in Bremen nahm er im Sommersemester 1863 das Medizinstudium in Göttingen auf und wurde Mitglied der Burschenschaft Hannovera. Sein Studium schloss er 1867 in Zürich mit der Promotion zum Dr. med. ab und bestand anschließend das medizinische Staatsexamen. Er trat als Mitinhaber in die von seinem Vater geleitete Privat-Heil- und Pflegeanstalt für Nervenleidende und Geisteskranke Blockdiek in Rockwinkel im zu Bremen gehörenden Kirchspiel Oberneuland ein.
Engelken war der jüngste und letzte Spross einer Familie von Psychiatern, die am Rande der Freien Hansestadt Bremen über vier Generationen tätig war und dabei im Gegensatz zur damaligen Schulmedizin sehr erfolgreich neuartige Behandlungs- und Pflegemethoden bei psychischen Erkrankungen entwickelte. Begonnen hatte es mit Friedrich Engelken I (1744–1815), dem Urgroßvater von Hermann Engelken III. Dieser entstammte einer armen Bauernfamilie aus Oberneuland und trat als Vierzehnjähriger in die Dienste der holländischen Ostindienkompanie ein. Dort wurde er zum „Chirurgus“ ausgebildet. In den Lazaretten auf Java lernte er die Behandlung Kranken mit Opium kennen. Nach Deutschland zurückgekehrt, ließ er sich als Chirurg in Oberneuland nieder und kam mehrfach mit dem Gesetz in Konflikt, weil er Geisteskranke behandelte (wofür er als Chirurg keine Zuständigkeit besaß) und ihnen in geeigneten Fällen zudem Opiate verabreichte. Im Übrigen versuchte er, psychisch Kranke nach erster Therapie auf Bauernhöfen in der näheren Umgebung unterzubringen, wo sie einer Art Familienpflege teilhaftig wurden. Um 1775 gründete er die Privat-Irrenanstalt Blockdiek. Darüber hinaus überzeugte er seine beiden Söhne Hermann Engelken I und Friedrich Engelken II (1777–1829), Medizin zu studieren und Irrenärzte zu werden.
Hermann Engelken I übernahm die Anstalt Blockdiek von seinem Vater. Sein jüngerer Bruder Friedrich Engelken II kaufte 1810 das Gut Hodenberg und errichtete dort ebenfalls eine Privat-Irrenanstalt, die später von seinem Sohn Friedrich Engelken III (1806–1858) und danach von seinem Enkel Friedrich Engelken IV fortgeführt wurde. Letztgenannter starb bereits 1860 an Tuberkulose, so dass der Vetter seines Vaters, Hermann Engelken II, zusätzlich zur Anstalt Blockdieck auch einige Zeit Leiter der Anstalt Hodenberg war.
Friedrich Engelken I wird oftmals als Begründer der Familienpflege von Geisteskranken bezeichnet, die völlig neuartig im Gegensatz zur Einsperrung und Behandlung unter Zwang von psychisch Kranken stand. Dem Vater bzw. Großvater folgend haben Söhne und Enkel von Friedrich Engelken I in bestimmten Fällen Opium eingesetzt, was zunächst ein „Familiengeheimnis“ blieb. Erst Hermann Engelken II berichtete 1844 auf der 22. Versammlung Deutscher Naturforscher und Ärzte in Bremen über diese Behandlungsmethode. Zu jener Zeit wurde der Einsatz von Opiaten medizinischer Standard bis zur Entwicklung neuartiger Psychopharmaka im 20. Jahrhundert.
Hermann Engelken III vergrößerte die Anstalt Blocksdieck 1890 beträchtlich und betrieb sie mit viel Erfolg. Nachdem er 1908 einen Schlaganfall erlitten hatte, wurde Blockdieck 1910 an Dr. Walter Benning verkauft. 1954 übernahm Dr. Heines die Klinik. Nach ihm ist das heutige Ameos Klinikum, Fachkrankenhaus für Psychiatrie, Physiotherapie und Psychosomatik in Bremen benannt.

## Ehrungen
Im Stadtteil  Osterholz, Ortsteil Ellenerbrok-Schevemoor, wurde der Engelkenweg nach der Familie benannt.

## Schriften
- Beitrag zur Pathologie der acuten Myelitis, Züricher medizinische Dissertation, Zürcher & Furrer, Zürich 1867.
- Über die Empfindlichkeit des Rückenmarkes gegen elektrische Reizung. Mit einleitender Bemerkung von A. Fick, Archiv für Anatomie, Physiologie und wissenschaftliche Medicin, Berlin, Bd. 34 (1867), S. 198–209.
- Prospekt der Privat-Heil- und Pflege-Anstalt für Nervenleidende und Geisteskranke zu Rockwinkel bei Bremen, Bremen 1875.
- Bericht über die Wirksamkeit der Privat-Heil- und Pflegeanstalt für Nervenleidende und Geisteskranke zu Rockwinkel bei Bremen im Jahre 1876, Bremen 1877.
- Zur Behandlung der Psychoneurosen in der Familie und über Opium, Allgemeine Zeitschrift für Psychiatrie, Bd. 41 (1885), S. 77–110.
- Bericht über die familiäre Verpflegung Geisteskranker zu Ellen im Jahre 1884, Allgemeine Zeitschrift für Psychiatrie, Bd. 42 (1886), S. 173–178.